# Neominniza divisa
Neominniza divisa är en spindeldjursart som beskrevs av Beier 1930. Neominniza divisa ingår i släktet Neominniza och familjen Garypinidae. Inga underarter finns listade i Catalogue of Life.